# Scincella formosensis
Espèce
Synonymes
- Leiolopisma laterale formosensis Van Denburgh, 1912

Scincella formosensis est une espèce de sauriens de la famille des Scincidae.

## Répartition
Cette espèce est endémique de Taïwan.

## Étymologie
Son nom d'espèce, composé de formos[e] et du suffixe latin -ensis, « qui vit dans, qui habite », lui a été donné en référence au lieu de sa découverte, Formose, ancien nom de Taïwan.

## Publication originale
- Van Denburgh, 1912 : Concerning certain species of reptiles and amphibians from China, Japan, the Loo Choo Islands, and Formosa. Proceedings of the California Academy of Sciences, sér. 4, vol. 3, no 10, p. 187-258 (texte intégral).